# Байчи, Ружена
Ружена Байчи (англ. Ruzena Bajcsy, урождённая Кучерова, словац. Kučerová; род. 28 мая 1933, Братислава) — американский учёный словацкого происхождения, специализирующаяся на робототехнике и искусственном интеллекте.

## Биография
Байчи родилась в Братиславе в еврейской семье в 1933 году. Потеряла мать в детстве. Её отец был инженером, что спасло семью от полного истребления фашистами, но к 1944 большинство её родственников были так или иначе убиты или увезены в концлагеря. Её отец и мачеха погибли в концлагере. Оставшиеся в живых Ружена и её сестра спаслись, когда Красный крест записал их сиротами и оформил в детский дом, где они и выросли.
В школе Ружена Байчи демонстрировала явные способности в математике, но в университет пошла учиться на электротехнику, потому как математика сулила ей только преподавательскую карьеру в рамках марксистско-ленинской идеологии. В 1957 она защитила дипломную работу, а в 1967 — кандидатскую диссертацию по электротехнике в Словацком техническом университете. В 1972 она защитила ещё одну кандидатскую (на соискание степени доктора философии) в Стэнфордском университете под руководством легендарного Джона Маккарти, создателя языка Лисп и одного из отцов-основателей искусственного интеллекта. Темой её второй диссертации стала «Компьютерное распознавание текстурных визуальных сцен» (Computer Identification of Textured Visual Scenes). Даже если бы двух степеней оказалось недостаточно, Байчи получила целый ряд почётных докторских степеней от Люблянского (2001) и Пенсильванского (2012) университетов, а также от Шведского КТИ (2012).
После советского вторжения в Чехословакию в 1968 году приняла решение не возвращаться на родину и осталась в США. Только после Бархатной революции в Чехословакии в 1989 году воссоединилась с семьёй, когда её дочь Клара (род. 1957) и сын Петер (род. 1964) переехали в США.
Она долго работала в Пенсильванском университете, где основала основала лабораторию по общей робототехнике и активному сенсорному восприятию (англ. General Robotics and Active Sensory Perception, GRASP), после чего перешла в Калифорнийский университет в Беркли, где и работает до сих пор (на 2016 год).
Под её руководством успешно защитились 28 аспирантов, многие из которых стали успешными учёными. По другим источникам их число превышает 50. Байчи — автор и соавтор более двухсот конференционных и журнальных работ, её индекс Хирша на 2016 год составляет 54.
В 2002 году журнал «Discover» в ноябрьском номере напечатал список самых влиятельных женщин в науке, в который Ружена Байчи, безусловно, вошла. Признание коллег выражается членством в Национальной инженерной академии, Национальной медицинской академии, Ассоциации вычислительной техники, Института инженеров электротехники и электроники, Ассоциации развития искусственного интеллекта и Американской академии искусств и наук. Большинство этих организаций отметили её особыми наградами и почестями.
Исследовательские интересы Ружены Байчи на 2016 год простираются на такие области, как компьютерное зрение, искусственный интеллект, робототехника, технические средства реабилитации, моделирование людей, телеприсутствие и сенсорные сети.
В 2022 году во время визита в США президент Словакии Зузана Чапутова вручила Ружене Байчи орден Двойного белого креста 2 класса.

## Личная жизнь
Первый муж — Юлиус Байчи (словац. Július Bajcsy; род. 1930). От него имеет двух детей: дочь Клара (Klára; род. 1957) и сын Петер (Peter; род. 1964). Развелись в 1969 году.
В 1979 году вышла замуж за Шермана Франкеля (Sherman Frankel). От него имеет сына Уолтера (Walter).